# SP-66
A SP-66 é uma rodovia que liga da divisa São Paulo/Itaquaquecetuba a São José dos Campos, no estado de São Paulo.

## História
Foi projetada no início do Governo Washington Luís, em 1920, sendo considerada prioridade em seu programa de governo: "Estradas boas para todos os dias do ano para todas as horas do dia". A construção começou em 1922 aproveitando o leito das vias antigas já existentes. Em 5 de maio de 1928, Washington Luis, já como presidente da República, inaugura a rodovia em toda a sua extensão.
É também conhecida como "Velha São Paulo-Rio", vez que era um trecho da antiga ligação entre as duas capitais, até 1951, quando foi inaugurada a BR-2 (atual Rodovia Presidente Dutra). Com o passar dos anos, o desenvolvimento das cidades cortadas por ela foi aumentando, na mesma medida em que seu tráfego caiu muito, com a inauguração das Rodovias Presidente Dutra, Ayrton Senna e Carvalho Pinto. Após ter sido totalmente recapeada na administração do Governador Mário Covas (1994-1998), foi municipalizada entre São Paulo e Mogi das Cruzes e cada município é responsável pelo trecho em sua cidade, tanto para fazer manutenções, tanto para efetuar fiscalização.

## Atualmente

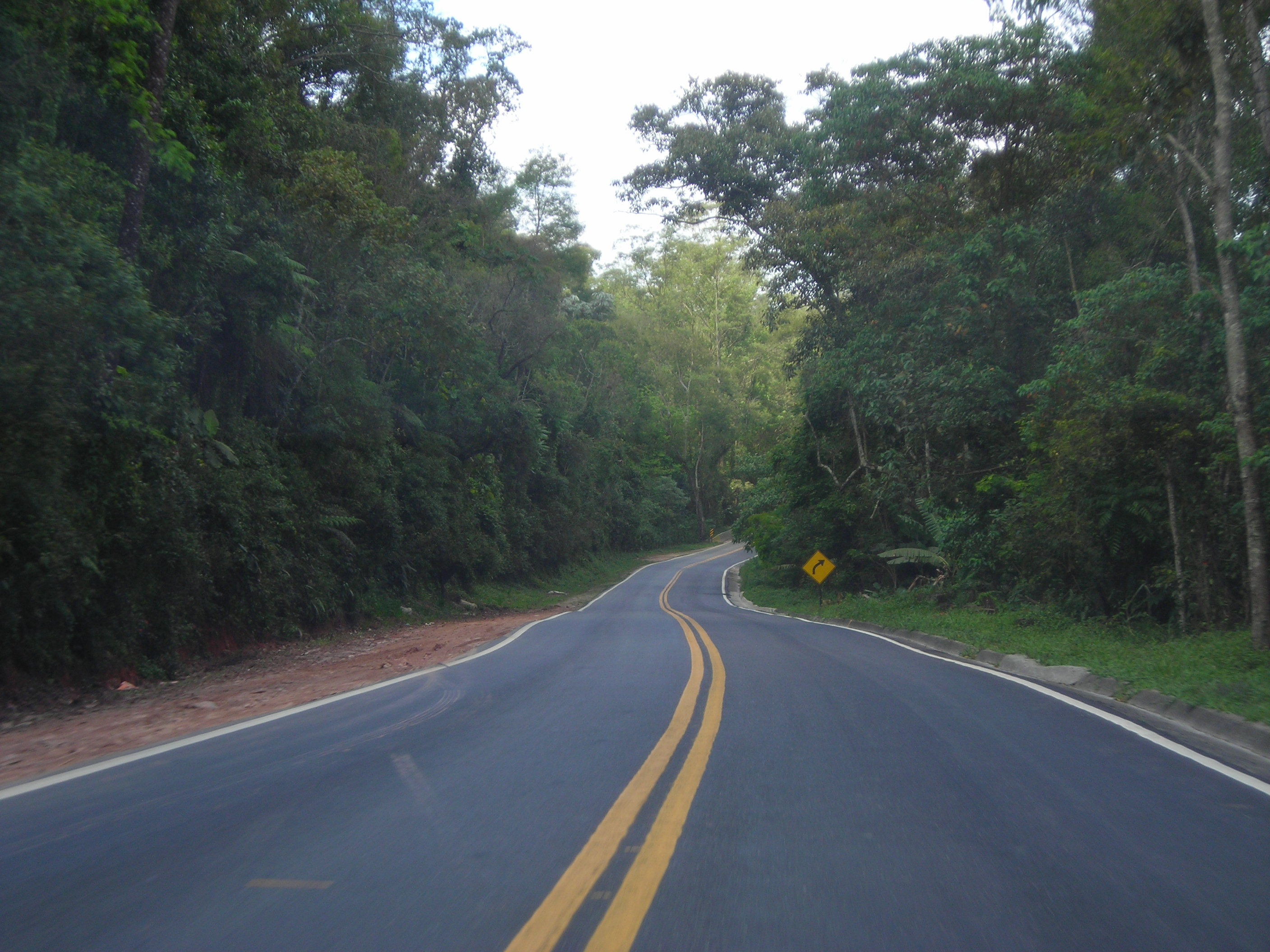
Trecho da SP-66 entre Mogi das Cruzes e Guararema, próximo ao Distrito de Sabaúna.

Hoje é a principal avenida do Alto Tietê. É a via com maior tráfego de veículos na região. Somente no trecho em Poá possui um fluxo diário de 18 mil veículos. É também um corredor de ônibus, e liga quatro, das cinco cidades mais importantes da região: Mogi das Cruzes, Suzano, Poá e Itaquaquecetuba. Por ter sido municipalizada, ela pode receber um nome em cada município. Dentro da região metropolitana, mantém placas com a denominação "SP-66" em Poá, Itaquaquecetuba e Mogi das Cruzes, no trecho a partir do distrito de César de Souza.
Entre os municípios de Mogi das Cruzes e Guararema é popularmente chamada de Rodovia Mogi-Guararema, sendo administrada neste trecho pelo DER-SP. Possui pista simples com uma faixa de tráfego em cada sentido e ainda um trecho sinuoso que atravessa a Serra de Sabaúna.

### Trajeto
O trajeto da SP-66 cruza os seguintes municípios:
- São Paulo
- Itaquaquecetuba
- Poá
- Suzano
- Mogi das Cruzes
- Guararema
- Jacareí
- São José dos Campos

## Denominações

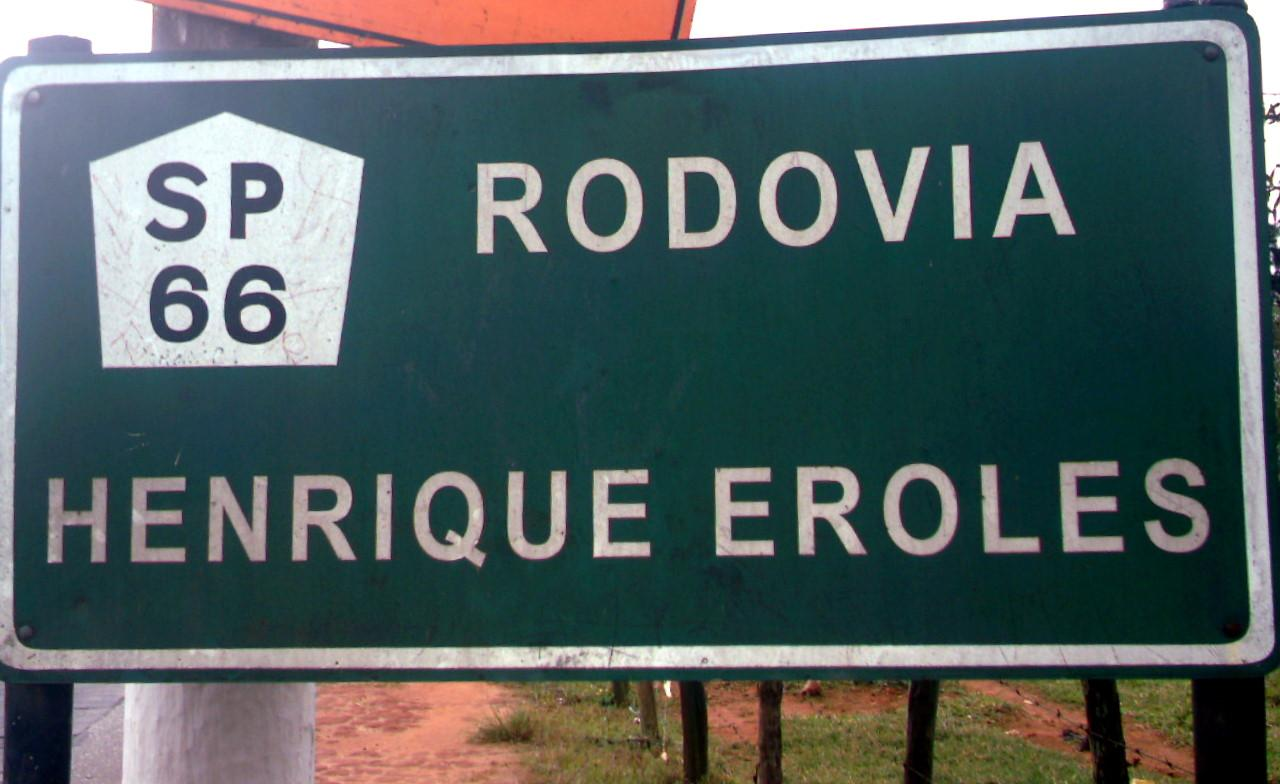
Placa da SP-66 em Poá.

Recebe as seguintes denominações oficiais em seu trajeto:
- Nome: João Afonso de Souza Castellano, Rodovia; De - até: Divisa São Paulo/Itaquaquecetuba - Suzano
- Nome: Henrique Eroles, Rodovia; De - até: Suzano - Jacareí (Distrito de São Silvestre)
- Nome: Euryale de Jesus Zerbini, General, Rodovia; De - até: Jacareí (Distrito de São Silvestre) - Jacareí
- Nome: Geraldo Scavone, Rodovia; De - até: Jacareí - São José dos Campos

Por causa da municipalização, em seu trecho urbano no Alto Tietê, recebe várias denominações:
Em Itaquaquecetuba e Poá: Esse trecho é conhecido pelo seu próprio nome oficial Rodovia João Afonso de Souza Castellano. Esse nome foi dado conforme a lei 3561 de 20 de outubro de 1982.
Em Suzano: Avenida Major Pinheiro Fróes e Rua Prudente de Moraes.
Em Mogi das Cruzes: Avenida Lourenço de Souza Franco, Avenida Francisco Ferreira Lopes, Avenida Fernando Costa, Avenida Voluntário Fernando Pinheiro Franco e Avenida Francisco Rodrigues Filho.
Em São José dos Campos, a via também recebe denominações diferentes: Rua Bacabal (até o altura do nº 3000, Parque Industrial) e Rua Candeias (no lado par, sentido Jacareí) - lado par, do Km 152 da Rodovia Presidente Dutra) até a divisa de Jacareí, no bairro Chácara Reunidas; Estrada Velha Rio-São Paulo (na pista central, biderecional) e Avenida Dr João Batista  de Souza Soares, Rua Valparaíso e Rua Madagascar (lado ímpar, sentido Anel Viário de São José dos Campos e Rodovia Presidente Dutra, saída 152, sentido Rio de Janeiro). 